# Marie Guévenoux
Marie Guévenoux (ur. 2 listopada 1976 r. w Amiens) – francuska polityk reprezentująca partię La République En Marche! W wyborach parlamentarnych w czerwcu 2017 r. została wybrana do francuskiego Zgromadzenia Narodowego, w którym reprezentuje departament Essonne.